# Ботановский
Ботановский — хутор в Чертковском районе Ростовской области.
Входит в состав Донского сельского поселения.

## Население
| 2010 |
| ---- |
| 36   |

## Улицы
На хуторе имеются две улицы — Интернациональная и Механизаторов.